# Sergei Olegowitsch Kusnezow

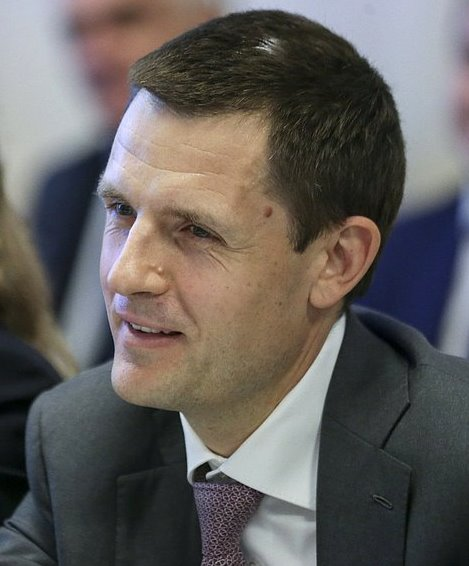
Sergei Kusnezow (2019)

Sergei Olegowitsch Kusnezow (russisch Серге́й Оле́гович Кузнецо́в; * 25. Juli 1977 in Moskau) ist ein russischer Architekt und seit dem 21. August 2012 Chefarchitekt von Moskau.

## Biografie
1995 begann Kusnezow ein Architekturstudium am Moskauer Architektur-Institut – Fakultät für Wohnungsbau und öffentliche Gebäude, das er im Jahr 2001 mit einem Diplom in Architektur abschloss. 
2000 gründete er als Partner und Generaldirektor das Architekturstudio „SLK-Projekt“. Im Jahr 2003 folgte das Architekturstudio „SPProjekt“. In Moskau gründete Kusnezow zusammen mit dem Berliner Architekt Sergei Tchoban 2006 das Büro „SPEECH Tchoban & Kuznetsov“, wo er bis 2012 geschäftsführender Partner war. 2008 gründeten die Partner das Architekturmagazin „speech“.
2010 und 2012 kuratierte Kusnezow die Ausstellungen des russischen Pavillons auf der 12. und 13. Architekturbiennale Venedig. Die Ausstellung 2012 – “i-city/i-land” zum Projekt Innovationszentrum Skolkowo gewann eine besondere Erwähnung der Jury. 2012 wurde Kusnezow zum Chefarchitekt von Moskau ernannt und 2013 zum Vorsitzenden des Moskauer Architekturrates ernannt. 2014 wurde er Vorsitzender des Stadtplanungsausschusses der Skolkowo-Stiftung und erhielt eine Ehrenprofessur am Moskauer Architektur-Institut (MArchI).

## Arbeit als Chefarchitekt von Moskau
Am 20. August 2012 wurde Sergei Kusnezow vom Moskauer Bürgermeister zum Chefarchitekten von Moskau ernannt. Kusnezow ist auch der Vorsitzende des Moskauer Architekturrates. Hierbei handelt es sich um ein kollegiales und beratendes Gremium des Moskauer Stadtkomitees für Architektur und Stadtplanung, dessen Sitzungen auf Initiative des Chefarchitekten wieder regulär stattfinden. Die Tätigkeit des Rates fokussiert sich auf die Realisierung einer einheitlichen städtebaulichen Politik, und die Förderung einer offenen Diskussion über wichtige Projekte in der Stadt.
Im ersten Jahr von Kusnezows Amtsleitung wurden über 20 Architektur- und Stadtplanungswettbewerbe durchgeführt, darunter mehrere große international ausgeschriebene Wettbewerbe, beispielsweise den Sarjadje-Park und das Nationale Zentrum für Zeitgenössische Kunst (NCCA). Der von Sergei Kusnezow initiierte Wettbewerbsprozess ist zu einer regelmäßigen Praxis und einer effektiven Methode der Stadtplanung geworden.
Unter der Leitung des Chefarchitekten werden neue Formen für den typisierten Wohnungsbau und für sozialen Einrichtungen entwickelt. Veraltete Baunormen werden überarbeitet und ergänzt, und neue Qualitätsstandards eingeführt. Es werden Straßen, Fußgängerzonen und öffentliche Plätze um- und neugebaut.

## Zitate
- „Nicht die Architekten sind diejenigen, die die Städte und Architektur gestalten, sondern die Bürger, unabhängig von dem Regierungsmodell.“[5]
- „Moskau hat ein großes Potenzial. Es ist eine wohlhabende und erfolgreiche Stadt. Und es ist unsere Aufgabe, diese Energie positiv zu bündeln.“[6]
- „Moskau muss eine Stadt im vollen Sinne des Wortes werden. Eine Stadt ist ein Lebensstil. Sie leben in einem Haus, das sich von anderen Häusern unterscheiden sollte. Ihr Haus sollte einen angenehmen Innenhof haben; Ihre Straße sollte die Möglichkeit bieten ins Café, Restaurant, oder einen Eckladen zu gehen, oder sich in irgendeiner anderen Weise zu sozialisieren.“[7]
- „Es ist unmöglich eine wärmere Stadt zu werden, aber wir können noch attraktiver und gastfreundlicher werden.“[8]
- „Die Chance einen Wettbewerb durchzuführen, und an einem für Moskau so wichtigen Standort wie Sarjadje ein Projekt zu realisieren ist einmalig. Ich bin glücklich dass, dank der Position von Moskaus regierendem Bürgermeister Sergei Sobjanin die internationalen Wettbewerbe gängige Praxis werden, und so großartige Projekte ausgewählt werden, die nach ihrer Realisierung Weltklassestatus erreichen können. Dies ist der einzige Weg für Moskau auch den Rang einer Architekturhauptstadt zu erreichen.“[9]

## Ausgewählte Projekte
Unter der Leitung von Sergei Kusnezow wurden mehr als 50 Projekte geplant, von denen viele realisiert wurden.
- Museum für Architekturzeichnung, Berlin, Deutschland, 2009–2013[10][11]
- Wohnanlage Granatniy 6, Moskau, Russland, 2007–2010[12]
- Bürogebäude am Leninsky Prospekt, Moskau, Russland, 2007–2011[13]
- Palast für Wassersport, Kazan, Russland, 2008–2012[14]
- Medienzentrum für olympische Spiele 2014 in Sochi, Russland, 2010–2012[15]
- Siedlung "Im Wald" auf Pyatnitskoye Chaussee, Moskau Region, 2008–2013[16]
- Informationspavillon im Sarjadje-Park, Moskau, Russland, 2014[17]

## Ausstellungen
- 2008 – MIPIM in Cannes, Frankreich
- 2008 – „Berlin-Moskau“, im Rahmen des Investitionsforums in Sotschi, Russland
- 2009 – “Die Wiederentdeckung Sretenkas. Ein Moskauer Stadtquartier im Wandel” in Galerie Aedes, Berlin, Deutschland.[18]
- 2010 – „Fabrik Russland“ im russischen Pavillon auf der 12. Architekturbiennale in Venedig, Italien[19]
- 2012 – „i-Stadt / i-land“ über das Projekt Innovationszentrum Skolkowo im russischen Pavillon auf der 13. Architekturbiennale in Venedig, Italien. Die Ausstellung gewann die besondere Erwähnung der Jury.[20]
- 2013 – „Offene Stadt. Die neue städtebauliche Politik in Moskau“, Moskauer Architekturmuseum, Russland
- 2014 – „NeuesMoskau - Новая Москва“ Galerie Aedes in Berlin, Deutschland[21]
- 2014 – „MOSKVA: urban space“, Parallelprogramm der  14. Architekturbiennale in Venedig, Italien[22]
- 2014 – „Nur Italien! Architekturgrafik des XVIII - XXI Jahrhundert“ in der Tretjakow-Galerie in Moskau, Russland[23]